# Armes nucléaires au Kazakhstan
Le Kazakhstan n'a plus d'armes nucléaires actuellement. Lorsqu’il déclara son indépendance le 16 décembre 1991, le Kazakhstan s'est retrouvé alors avec le quatrième plus grand arsenal nucléaire au monde avec plus de 1 400 ogives. Puis le Kazakhstan est devenu un précurseur du désarmement nucléaire mondial.

## Historique
Le premier essai nucléaire militaire soviétique est réalisé au Kazakhstan, sur le polygone nucléaire de Semipalatinsk, le 29 août 1949. De 1949 à 1989, 456 explosions de bombes atomiques à uranium et à hydrogène sont effectuées sur ce site kazakh. En 1956 est créé le cosmodrome de Baïkonour, une base de lancement de missiles russes située au centre du Kazakhstan.
Le polygone atomique de Semipalatinsk est fermé depuis 1991 sur décision du président Noursoultan Nazarbaïev.
En décembre 1991, lors de la chute de l’Union soviétique, en décembre 1991, le Kazakhstan hérite de 1 410 têtes nucléaires. En 1994, le Kazakhstan adhère au traité sur la non-prolifération des armes nucléaires (TNP). En avril 1995, il transfère sa dernière tête nucléaire vers la Russie.
En 1994, le gouvernement kazakh coopère avec le gouvernement américain dans le cadre d'une opération secrète dénommée Projet Sapphire pour mettre en lieu sûr 600 kg d'uranium hautement enrichi, stockés à l'usine métallurgique d’Oulba, qui provenaient des sous-marins nucléaires soviétiques de la classe Alfa.
Entre 1995 et 2012, sur le polygone nucléaire de Semipalatinsk, des savants russes et américains ont travaillé dans le plus grand secret pour neutraliser des centaines de kilos de plutonium et d’uranium hautement enrichi.
Le 8 septembre 2006, le traité de Semipalatinsk est signé sur l'ancien site d'essais nucléaires de l'URSS au Kazakhstan : le polygone nucléaire de Semipalatinsk.
De décembre 2008 à mai 2009, 73,7 kg d’uranium hautement enrichi (UHE) ont été acheminés par chemin de fer de l’institut de physique nucléaire du Kazakhstan dans une installation russe.

## Liste des armes nucléaires au Kazakhstan
- 1400 têtes nucléaires sur 104 missiles balistiques intercontinentaux R-36 (SS18)
- 147 silos à missile sur les sites de Zhangiz-Tobe, Derzhavinsk (en), Semipalatinsk et Baïkonour.
- 40 bombardiers Tupolev Tu-95M équipés de 320 missiles de croisières[7].

| \| Tortkuduk Inkai South Inkai Akdala Mynkuduk Budenovskoye Akbastau Muyunkum Kharasan Zarechnoye Kanzhugan Irkol Karamurun Öskemen Alataou Stepnogorsk Semipalatinsk Baïkonour BN-350 Almaty Noursoultan Chimkent Karaganda \| Localisation des sites nucléaires au Kazakhstan |
| Tortkuduk Inkai South Inkai Akdala Mynkuduk Budenovskoye Akbastau Muyunkum Kharasan Zarechnoye Kanzhugan Irkol Karamurun Öskemen Alataou Stepnogorsk Semipalatinsk Baïkonour BN-350 Almaty Noursoultan Chimkent Karaganda                                                       |